# 207547 Charito
207547 Charito este un asteroid din centura principală de asteroizi.

## Descriere
207547 Charito este un asteroid din centura principală de asteroizi. A fost descoperit pe 2 iunie 2006 la La Cañada de Juan Lacruz. Asteroidul prezintă o orbită caracterizată de o semiaxă mare de 2,85 ua, o excentricitate de 0,08 și o înclinație de 2,9° în raport cu ecliptica.